# مارتن جاي بيكمان
مارتن جاي بيكمان (بالألمانية: Martin J. Beckmann)‏ هو أستاذ جامعي واقتصادي ألماني، ولد في 5 يوليو 1924 في راتينغن في ألمانيا، وتوفي في 11 أبريل 2017.